# 0 (álbum de Low Roar)
0 es el segundo álbum del proyecto musical Low Roar. Lanzado en 2014 por Tonequake Records.
"I'll Keep Coming" y "Easy Way Out" ganaron popularidad en 2016 cuando aparecieron como la música del tráiler del videojuego Death Stranding de Hideo Kojima, además de un episodio de la serie Killjoys.

## Grabación y producción
Para este álbum, Low Roar reclutó al tecladista islandés Leifur Björnsson, contaron con la coproducción de Andrew Scheps y Mike Lindsay (miembro de la banda Tunng), y la participación de varios músicos, incluyendo al cuarteto Amiina, María Huld Markan Sigfúsdóttir, Kristín Björk Kristjánsdóttir y Sigurlaug Gísladóttir.

## Lista de canciones
| N.º | Título                          | Duración |  |
| 1.  | «Breathe In»                    | 7:34     |  |
| 2.  | «Easy Way Out»                  | 4:48     |  |
| 3.  | «Nobody Loves Me Like You»      | 5:55     |  |
| 4.  | «I'll Keep Coming»              | 5:52     |  |
| 5.  | «Half Asleep»                   | 7:15     |  |
| 6.  | «Please Don't Stop (Chapter 1)» | 4:40     |  |
| 7.  | «I'm Leaving»                   | 5:34     |  |
| 8.  | «In the Morning»                | 1:24     |  |
| 9.  | «Phantoms»                      | 6:03     |  |
| 10. | «Anything You Need»             | 3:13     |  |
| 11. | «Dreamer»                       | 5:09     |  |
| 12. | «Vampire on My Fridge»          | 6:30     |  |
| 13. | «Please Don't Stop (Chapter 2)» | 4:02     |  |